# Trolderik og Nisserne
Trolderik og Nisserne er en dansk julekalender for børn som blev vist på TV 2 i 1990.

## Medvirkende
- Bob Goldenbaum - Trolderik
- Maria Stenz - Lafayette og Tiptroldeoldemor